# زردة كمر (حومة بيجار)
زردة کمر (بالفارسية: زرده کمر) هي قرية تقع في إيران في حومة. يقدر عدد سكانها بـ 219 نسمة بحسب إحصاء 2016.